# Supercard of Honor XII
Supercard of Honor XII est un pay-per-view de catch produit par la Ring of Honor (ROH), qui est disponible uniquement en ligne et sur FiteTV. Cet évènement s'est déroulé le 7 avril 2018 au Lakefront Arena (en) de la Nouvelle-Orléans, en Louisiane. C'était la 12e édition de Supercard of Honor de l'histoire de la ROH. Cet évènement a été marqué par un nouveau record d'affluence pour la fédération, enregistrant plus de 6 100 spectateurs, battant ainsi le record obtenu lors de l'édition précédente. Cody et Dalton Castle sont en vedette sur l'affiche promotionnelle.

## Contexte
Les spectacles de la Ring of Honor en paiement à la séance sont constitués de matchs aux résultats prédéterminés par les scénaristes de la ROH. Ces rencontres sont justifiées par des storylines - une rivalité avec un catcheur, la plupart du temps - ou par des qualifications survenues au cours de shows précédant l'évènement. Tous les catcheurs possèdent un gimmick, c'est-à-dire qu'ils incarnent un personnage face (gentil) ou heel (méchant), qui évolue au fil des rencontres. Un pay-per-view comme Supercard of Honor est donc un événement tournant pour les différentes storylines en cours.

## Résultats
| # | Matchs | Stipulation                                                                             | Durée |
| --- | --- | --------------------------------------------------------------------------------------- | ----- |
| Dark | Beer City Bruiser & Brian Milonas battent Luke Hawx & PJ Hawx et Motor City Machine Guns (Alex Shelley & Chris Sabin)                            | Three Way Tag Team match                                                                | 6:18  |
| Dark (WOH) | Kelly Klein bat Mayu Iwatani par décision arbitrale                                                                                              | Demi-finale pour le Women of Honor World Championship                                   | 9:00  |
| Dark (WOH) | Sumie Sakai bat Tenille Dashwood | Demi-finale pour le Women of Honor World Championship                                   | 8:04  |
| 1 | Chuckie T. bat Jonathan Gresham | Match simple                                                                            | 8:49  |
| 2 | Punishment Martinez bat Tomohiro Ishii | Match simple                                                                            | 8:29  |
| 3 | Kota Ibushi bat Hangman Page | Match simple                                                                            | 15:12 |
| 4 (WOH) | Sumie Sakai bat Kelly Klein | Finale du tournoi inaugural pour le Women of Honor World Championship                   | 7:15  |
| 5 | SoCal Uncensored (Frankie Kazarian, Christopher Daniels et Scorpio Sky) (c) battent Flip Gordon et The Young Bucks (Nick Jackson & Matt Jackson) | Ladder War VIII Six-Man Tag Team match pour les ROH World Six-Man Tag Team Championship | 24:20 |
| 6 | The Briscoe Brothers (Jay Briscoe & Mark Briscoe) (c) battent Hiroshi Tanahashi et Jay Lethal                                                    | Match par équipe pour les ROH World Tag Team Championship                               | 19:40 |
| 7 | Silas Young bat Kenny King (c) | Last Man Standing match pour le ROH World Television Championship                       | 15:56 |
| 8 | The Dawgs (Rhett Titus & Will Ferrara (en)) et Bully Ray & Cheeseburger (en) se termine en No-Contest                                            | Match par équipe                                                                        | 19:40 |
| 9 | Cody (avec Brandi Rhodes) bat Kenny Omega | Match simple pour le leadership du Bullet Club                                          | 37:09 |
| 10 | Dalton Castle (c) (avec The Boys) bat Marty Scurll                                                                                               | Match simple pour le ROH World Championship                                             | 31:39 |
| (c) désigne le(s) champion(s) défendant son titre dans le match. (WOH) désigne que le combat est diffusé sur l'émission Women of Honor | |                                                                                         |       |